# San José (condado de San Miguel)
San José es un lugar designado por el censo ubicado en el condado de San Miguel en el estado estadounidense de Nuevo México. En el Censo de 2010 tenía una población de 137 habitantes y una densidad poblacional de 199,61 personas por km².

## Geografía
San José se encuentra ubicado en las coordenadas 35°23′44″N 105°28′33″O / 35.39556, -105.47583. Según la Oficina del Censo de los Estados Unidos, San José tiene una superficie total de 0.69 km², de la cual 0.69 km² corresponden a tierra firme y (0%) 0 km² es agua.

## Demografía
Según el censo de 2010, había 137 personas residiendo en San José. La densidad de población era de 199,61 hab./km². De los 137 habitantes, San José estaba compuesto por el 66.42% blancos, el 1.46% eran afroamericanos, el 1.46% eran amerindios, el 0% eran asiáticos, el 0% eran isleños del Pacífico, el 24.82% eran de otras razas y el 5.84% pertenecían a dos o más razas. Del total de la población el 84.67% eran hispanos o latinos de cualquier raza.